# Le Chemin (album de Kyo)
Pour les articles homonymes, voir Le chemin.
Albums de Kyo
Kyo
(2000) 300 lésions
(2004)
Singles
1. Le Chemin (feat. Sita)
Sortie : novembre 2002
2. Dernière Danse
Sortie : 18 avril 2003
3. Je cours
Sortie : 15 septembre 2003
4. Je saigne encore
Sortie : 13 janvier 2004
5. Tout envoyer en l'air
Sortie : 2004

Le Chemin est le deuxième album de Kyo sorti en 2003 sur le label Jive France. 
Cet album, composé entièrement par le groupe et porté par la chanson éponyme en duo avec Sita, est celui qui révéla le groupe au grand public. Il est en effet disque de diamant, certifiant la vente de plus d'un million d'exemplaires. Il reste à ce jour le plus grand succès commercial du groupe. Quatre singles en sont extraits : Le chemin (no 12 en France, avec Sita), Dernière Danse (no 6 en France), Je cours (no 20 en France) et Je saigne encore (no 13 en France).
En 2023, le groupe réédite cet album dans le cadre d'une nouvelle tournée, avec notamment cinq chansons inédites, enregistrées à l'époque et non publiées ; cinq featurings avec d'autres artistes, dont notamment Cœur de pirate ou Nuit Incolore, ainsi que des versions Démo, avec un featuring enregistré avec Aurélie Saada. Cette réédition est certifiée disque d'or au début de 2025.

## Liste des pistes
Édition standard
| No  | Titre                  | Durée |
| --- | ---------------------- | ----- |
| 1.  | Le chemin (feat. Sita) | 3:30  |
| 2.  | Je cours               | 3:00  |
| 3.  | Dernière Danse         | 3:47  |
| 4.  | Tout envoyer en l'air  | 3:10  |
| 5.  | Chaque seconde         | 3:47  |
| 6.  | Comment te dire        | 4:43  |
| 7.  | Je saigne encore       | 3:53  |
| 8.  | Je te vends mon âme    | 3:28  |
| 9.  | Pardonné               | 3:34  |
| 10. | Sur nos lèvres         | 4:02  |
| 11. | Tout reste à faire     | 4:54  |

Édition 20 ans
| No  | Titre                                          | Durée |
| --- | ---------------------------------------------- | ----- |
| 12. | Dernière danse (feat. Cœur de pirate)          | 3:11  |
| 13. | Le chemin (feat. Stéphane)                     | 3:11  |
| 14. | Je cours (feat. Nuit Incolore)                 | 2:50  |
| 15. | Je saigne encore (feat. CLOUD)                 | 4:16  |
| 16. | Tout envoyer en l'air (feat. Suzane)           | 2:41  |
| 17. | Laissez-moi ce rêve (Demo Version)             | 4:16  |
| 18. | Le pire (Demo Version)                         | 3:43  |
| 19. | Pas si loin de nous (Demo Version)             | 4:32  |
| 20. | Oublié (Demo Version)                          | 3:41  |
| 21. | L'ombre du soleil (Demo Version)               | 4:40  |
| 22. | Le chemin (Demo 2001)                          | 2:40  |
| 23. | Le chemin (Demo Version) (feat. Aurélie Saada) | 3:27  |
| 24. | Je cours (Demo Version)                        | 2:50  |
| 25. | Comment te dire (Demo Version)                 | 3:48  |
| 26. | Je te vends mon âme (Demo Version)             | 3:19  |
| 27. | Tout reste à faire (Demo Version)              | 3:47  |